# Вилкерсон, Давид
Давид Вилкерсон (англ. David Ray Wilkerson; 19 мая 1931 — 27 апреля 2011) — американский христианский проповедник, первый в мире основатель христианской программы освобождения нарко и алко-зависимых людей Teen Challenge (англ. Teen Challenge), основатель неконфессиональной мегацеркви Times Square Church (англ. Times Square Church), автор множества проповедей, а также книг, наиболее известной из которых является автобиографическая повесть «Крест и нож», по которой был снят одноимённый художественный фильм «Крест и нож». Был известен своими проповедями с элементами предсказания грядущих бедствий. Вилкерсон разделял идеи христианского сионизма, считая, что появление государства Израиль означает реализацию библейских пророчеств и что Израиль будет непобедим, поскольку нет народа достаточно сильного для его завоевания.

## Биография
Родился в штате Индиана в семье проповедника-пятидесятника. 
В возрасте тринадцати лет он получил крещение Святого Духа. 
С четырнадцати лет читал проповеди. 
Богословское образование получил в Спрингфилде в колледже Ассамблеи Бога. 
1952 году он был официально посвящён в служение и стал пастором в Пенсильвании. 
В 1953 году женился. 
Увидев в журнале фотографию подростков из молодёжной банды в 1958 году, он переехал в Нью-Йорк, где занялся реабилитацией наркоманов и проповедью им евангелия. Написанная им в 1963 году книга «Крест и нож» стала бестселлером. Она также переведена на русский язык.

## Видения
Вилкерсон испытал лишь два видения за свою жизнь: в 1958 и 1973 годах. Первое видение повелело ему начать служение. А второе пришло летом во время вечерней молитвы, когда он увидел и услышал 5 бедствий.

## Пророчества
Пророчества Давида Вилкерсона опубликованы в книге «Видение» (The Vision) в 1973 году. В книге рассказывается о ближайшем будущем разных стран мира и о грядущих мировых событиях, предшествующих Апокалипсису и Концу Света (Второму Пришествию Христа).

### Первая глава
- Мировой экономический кризис, который начнётся в Европе и приведёт к банкротству крупнейших корпораций.
- Вывод военных баз США из Европы
- Восстановление Римской империи
- Распространение «живых кредитных карт», которые будут наноситься на лоб и руку людей.
- Волнения в городах Южной Америки в период с 1973 по 1983 гг. (ближайшее к пророчеству десятилетие)

### Вторая глава
- Очень сильное землетрясение в США, которому будет предшествовать землетрясение в Японии (некоторые полагают, что это пророчество сбылось в 2011 году[4]). Погибнут тысячи людей.
- Ужасный голод в течение поколения, от которого пострадает Африка, Индия и Юго-Восточная Азия.
- Сильные морозы в Европе.
- Эпидемии в Индии и Пакистане.
- Крупный град.

### Третья глава
- Телевизионные передачи с полуобнажёнными женщинами, после полуночи будут транслироваться порнофильмы, изображающие гомосексуализм, садизм и зоофилию.
- Порнография сомкнётся с оккультизмом.
- Сексуальное воспитание в школах
- Церковь начнёт благословлять однополые браки.
- Нападение банд гомосексуалистов на простых граждан.
- Распространение гражданских браков и практика обмена сексуальными партнёрами.
- Христиане будут много времени проводить перед телевизором, а спорт будет отвращать от общения с Богом.

### Четвёртая глава
- Узаконивание марихуаны.
- Умножение ненависти между родителями и детьми.

### Пятая глава
- Объединение либеральных протестантов с римской католической церковью в суперцерковь, в которой появятся пасторы-геи и священницы-лесбиянки. Во время богослужений будут практиковаться танцы обнажённых людей.
- Истинные церкви будут обложены налогом.
- Духовное пробуждение в Восточной Европе, России и Китае, которое, впрочем, будет кратковременным.

### Шестая глава
- Грядёт новая (последняя) мировая война, в которой погибнут 2 млрд человек. Центральную роль в этой войне будет играть Израиль. Европа будет объединена.

## Смерть
Давид Вилкерсон погиб в автокатастрофе в среду, 27 апреля 2011 года. Авария случилась в штате Техас, США. Вилкерсон двигался на восток по Федеральной трассе № 175 в штате Техас и выехал на встречную полосу где столкнулся с грузовиком. Как сообщает агентство AP Давид Вилкерсон не был пристёгнут ремнём безопасности, что, скорее всего, и стало причиной смерти.
В машине с пастором находилась также его жена Гвен, которая выжила в этой автокатастрофе и была доставлена в больницу. (Она скончалась 5 июля 2012 от рака.)
Вилкерсон умер в возрасте 79 лет, за 22 дня до своего 80-летия. Кроме жены у него остались четверо детей и одиннадцать внуков.

## Критика
Особый «вклад» пророчеств Вилкерсона в христианскую культуру это "учение" о  платёжных и идентификационных чипах на руках и голове по аналогии со «знаком зверя» (Откровение 13:15-18). 
Даже 40 лет спустя это пророчество популярно у проповедников разных конфессий и религий, а также среди светских конспирологов (сторонников теории заговора). 
Критиками отмечается, что еврейский символизм Св. Иоанна «правая рука и чело» подразумевает образ действия и мышления, что совпадает с традиционным образным значением этих слов в древнееврейском, а не буквальные части тела.